# Lattre-Saint-Quentin
Pour les articles homonymes, voir Lattre et Saint-Quentin (homonymie).
Lattre-Saint-Quentin est une commune française située dans le département du Pas-de-Calais en région Hauts-de-France. Ses habitants sont appelés les Lattrois.
La commune est membre de la communauté de communes des Campagnes de l'Artois.

## Géographie

### Localisation
Localisée dans le sud-est du département du Pas-de-Calais, Lattre-Saint-Quentin est une commune située, à vol d'oiseau, à 4 km au nord-est de la commune d'Avesnes-le-Comte et à 14 km à l'ouest de la commune d’Arras (chef-lieu d'arrondissement et préfecture du Pas-de-Calais).
Le territoire de la commune est limitrophe de ceux de huit communes.
Les communes limitrophes sont  Habarcq, Hauteville, Hermaville, Izel-lès-Hameau, Noyelle-Vion, Noyellette, Tilloy-lès-Hermaville et Wanquetin.

### Géologie et relief
La superficie de la commune est de 7,63 km2 ; son altitude varie de 87  à   132 m.

### Hydrographie
Le territoire de la commune est situé dans le bassin Artois-Picardie.
Le territoire de la commune est traversé par l'Ugy, cours d'eau naturel non navigable de 5,82 km, qui prend sa source dans la commune de Noyelle-Vion et se jette dans le Gy au niveau de la commune de Montenescourt.

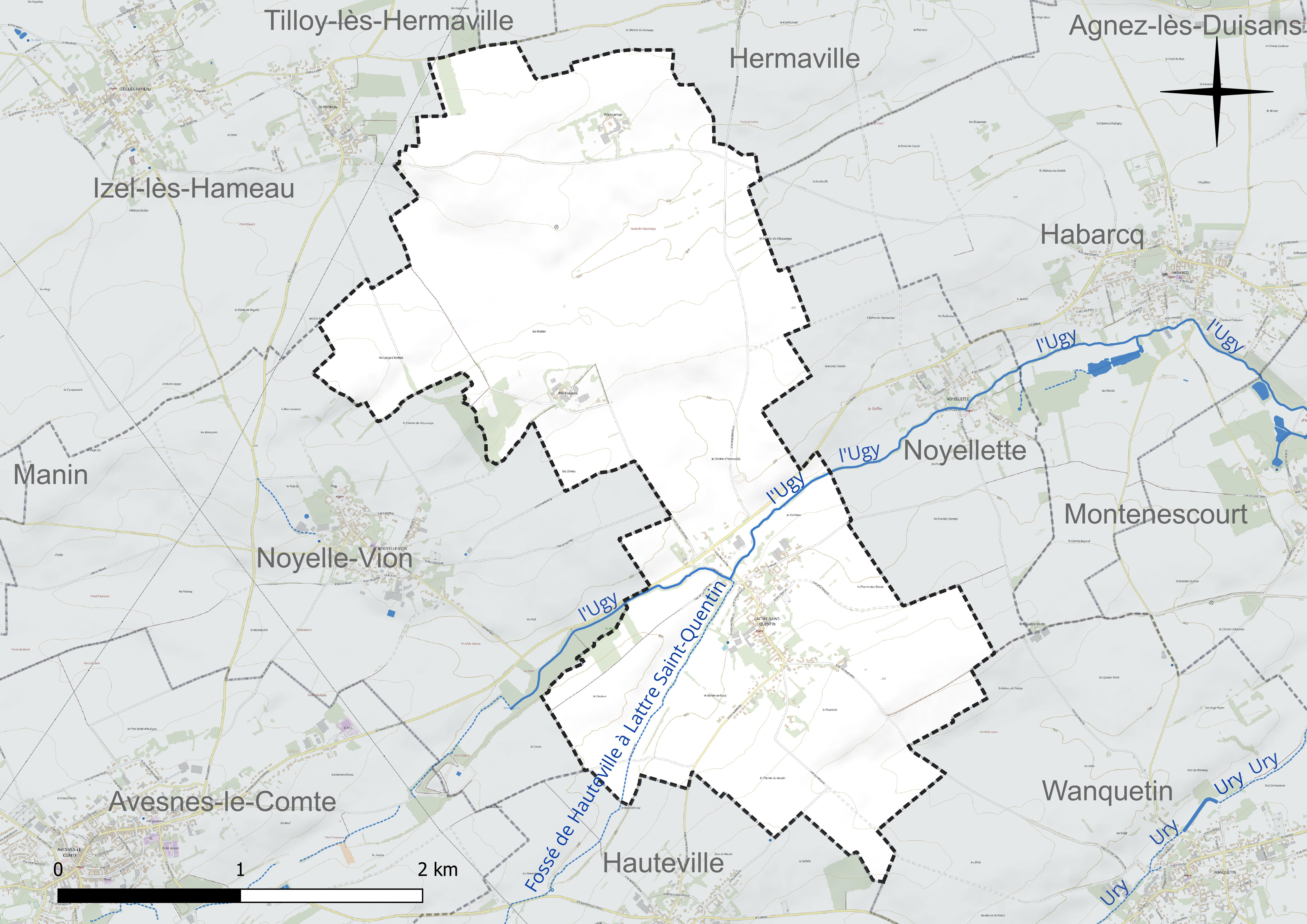
Réseau hydrographique de Lattre-Saint-Quentin.

### Climat
Pour des articles plus généraux, voir Climat des Hauts-de-France et Climat du Pas-de-Calais.
En 2010, le climat de la commune est de type climat océanique dégradé des plaines du Centre et du Nord, selon une étude du CNRS s'appuyant sur une série de données couvrant la période 1971-2000. En 2020, Météo-France publie une typologie des climats de la France métropolitaine dans laquelle la commune est exposée à un climat océanique et est dans une zone de transition entre les régions climatiques « Nord-est du bassin Parisien » et « Côtes de la Manche orientale ».
Pour la période 1971-2000, la température annuelle moyenne est de 10,1 °C, avec une amplitude thermique annuelle de 14,3 °C. Le cumul annuel moyen de précipitations est de 829 mm, avec 12,4 jours de précipitations en janvier et 9,2 jours en juillet. Pour la période 1991-2020, la température moyenne annuelle observée sur la station météorologique la plus proche, située sur la commune de Saulty à 9 km à vol d'oiseau, est de 10,4 °C et le cumul annuel moyen de précipitations est de 899,7 mm,. Pour l'avenir, les paramètres climatiques de la commune estimés pour 2050 selon différents scénarios d'émission de gaz à effet de serre sont consultables sur un site dédié publié par Météo-France en novembre 2022.

### Paysages
Pour un article plus général, voir Paysage en France.
La commune est située dans le paysage régional des grands plateaux artésiens et cambrésiens tel que défini dans l’atlas des paysages de la région Nord-Pas-de-Calais, conçu par la direction régionale de l'Environnement, de l'Aménagement et du Logement (DREAL),. Ce paysage régional, qui concerne 238 communes, est dominé par les « grandes cultures » de céréales et de betteraves industrielles qui représentent 70 % de la surface agricole utilisée (SAU).

### Milieux naturels et biodiversité

#### Espèces faunistiques et floristiques
L’Inventaire national du patrimoine naturel (INPN) recense plusieurs espèces faunistiques et floristiques sur le territoire de la commune dont certaines sont protégées et d’autres menacées et quasi-menacées.

## Urbanisme

### Typologie
Au 1er janvier 2024, Lattre-Saint-Quentin est catégorisée commune rurale à habitat dispersé, selon la nouvelle grille communale de densité à sept niveaux définie par l'Insee en 2022.
Elle est située hors unité urbaine. Par ailleurs la commune fait partie de l'aire d'attraction d'Arras, dont elle est une commune de la couronne,. Cette aire, qui regroupe 163 communes, est catégorisée dans les aires de 50 000 à moins de 200 000 habitants,.

### Occupation des sols
L'occupation des sols de la commune, telle qu'elle ressort de la base de données européenne d’occupation biophysique des sols Corine Land Cover (CLC), est marquée par l'importance des territoires agricoles (96,7 % en 2018), une proportion identique à celle de 1990 (96,7 %). La répartition détaillée en 2018 est la suivante : 
terres arables (82,5 %), prairies (14,2 %), zones urbanisées (3,3 %). L'évolution de l’occupation des sols de la commune et de ses infrastructures peut être observée sur les différentes représentations cartographiques du territoire : la carte de Cassini (XVIIIe siècle), la carte d'état-major (1820-1866) et les cartes ou photos aériennes de l'IGN pour la période actuelle (1950 à aujourd'hui).

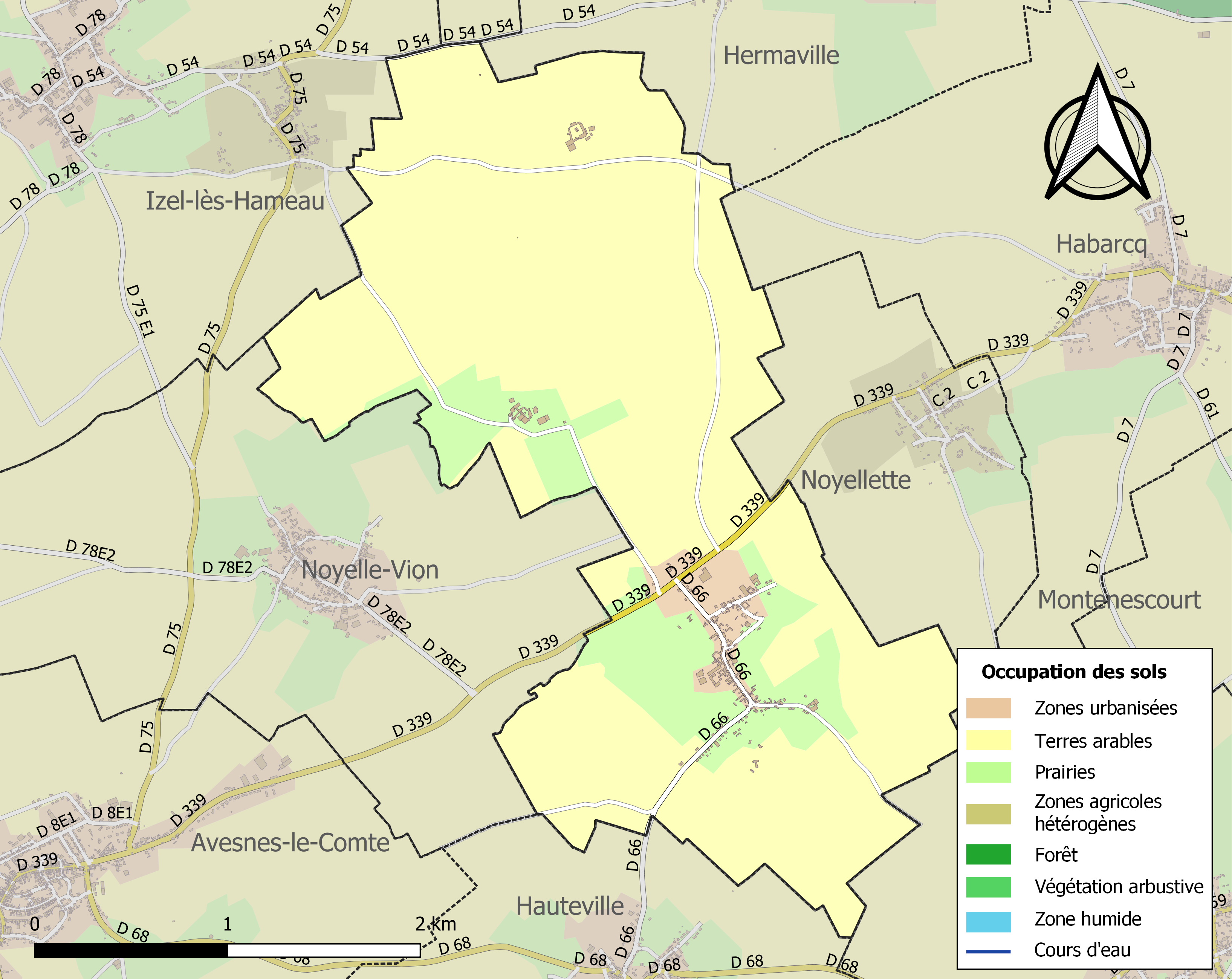
Carte des infrastructures et de l'occupation des sols de la commune en 2018 (CLC).

## Toponymie
Le nom de la localité est attesté sous les formes Atrium en 1197 ; Laitre en 1429 ; Lattre en 1436 ; Sainct-Quentin-en-l’Atre en 1447 ; Latre en 1545 ; Lattres en 1720 et Lattre-Saint-Quentin depuis la fin du XVIIIe siècle.
Du latin atrium, de l'oïl atre, variante picarde de aitre, « parvis d'église, cimetière ».
L'hagiotoponyme Saint-Quentin désigne Quentin de Saint-Quentin.

## Histoire
Altrium Quintini au VIe siècle. D’abord tenu au chapitre d’Arras, Lattre a appartenu ensuite aux Abbayes d’Anchin et de Mont-Saint-Éloi.
Un vaste cimetière l’Atrium, la place d’entrée, le vestibule de l’autre vie a donné son nom au village.
Une vieille tradition du pays veut que Lattre ait été dans les temps anciens la nécropole des villages alentour.
- Bellavesnes  et Filescamps

La ferme de Bellavesnes a une allure moins imposante que celle de Filescamps. Peut-être le doit-elle à sa division en 2 exploitations déjà effectives en 1717 qui appartenaient à l’abbaye d’Anchin. Elle garde en tout cas des traces du passé : son nom du censier du XVIIe siècle : CORNU, est encore écrit dans la cave. Deux grandes exploitations avec un bel entourage de prairies et quelques bouquets de bois constituent ce hameau. Il doit son nom à son heureuse situation et peut être à sa fondation par quelques colons Avesnois.
La ferme de Filescamps conserve, elle, des formes massives avec une immense porte cochère en forme de voûte d'épais mur de pierre. Un corps de ferme, d'apparence monumentale se range autour d’une grande cour carrée occupée au centre par une mare aux parois maçonnées. Un colombier datant de 1673 s'élève à la gauche de l'entrée. Ce domaine fut donné à l'abbaye de Mont-Saint-Éloi sous l'abbé Asson de Coupigny. Un vaste souterrain refuge y est encore accessible. Son origine est fort ancienne. L'abbaye d'Anchin, le chapitre d’Arras, les couvents des Augustines et des Louez Dieu s’en partageaient la possession.
Maximilien de Robespierre, avocat d'Arras, venait jouer à Lattre durant son enfance. Il passait ses vacances chez sa grand-mère au hameau de Bel-Avesnes.

## Politique et administration

### Découpage territorial
La commune se trouve dans l'arrondissement d'Arras du département du Pas-de-Calais.

#### Commune et intercommunalités
La commune est membre de la communauté de communes des Campagnes de l'Artois qui regroupe 96 communes et compte 33 141 habitants en 2021.

#### Circonscriptions administratives
La commune est rattachée au canton d'Avesnes-le-Comte.

#### Circonscriptions électorales
Pour l'élection des députés, la commune fait partie de la première circonscription du Pas-de-Calais.

### Élections municipales et communautaires

#### Liste des maires
| Période                                  | Période                    | Identité       | Étiquette | Qualité            |
| ---------------------------------------- | -------------------------- | -------------- | --------- | ------------------ |
| Les données manquantes sont à compléter. |                            |                |           |                    |
| mars 1965                                | 2014                       | Bernard Têtu   | PS        |                    |
| 2014,                                    | 2020                       | Ginette Cousin |           |                    |
| 27 mai 2020                              | En cours (au 24 mars 2022) | Martine Gérard |           | Ancienne employée, |

## Population et société

### Démographie
Les habitants sont appelés les Lattrois.

#### Évolution démographique
L'évolution du nombre d'habitants est connue à travers les recensements de la population effectués dans la commune depuis 1793. Pour les communes de moins de 10 000 habitants, une enquête de recensement portant sur toute la population est réalisée tous les cinq ans, les populations de référence des années intermédiaires étant quant à elles estimées par interpolation ou extrapolation. Pour la commune, le premier recensement exhaustif entrant dans le cadre du nouveau dispositif a été réalisé en 2008.

En 2022, la commune comptait 318 habitants, en évolution de +20 % par rapport à 2016 (Pas-de-Calais : −0,72 %, France hors Mayotte : +2,11 %).
| 1793 | 1800 | 1806 | 1821 | 1831 | 1836 | 1841 | 1846 | 1851 |
| ---- | ---- | ---- | ---- | ---- | ---- | ---- | ---- | ---- |
| 270  | 209  | 228  | 276  | 267  | 263  | 277  | 264  | 275  |

| 1856 | 1861 | 1866 | 1872 | 1876 | 1881 | 1886 | 1891 | 1896 |
| ---- | ---- | ---- | ---- | ---- | ---- | ---- | ---- | ---- |
| 280  | 274  | 295  | 277  | 289  | 294  | 268  | 250  | 222  |

| 1901 | 1906 | 1911 | 1921 | 1926 | 1931 | 1936 | 1946 | 1954 |
| ---- | ---- | ---- | ---- | ---- | ---- | ---- | ---- | ---- |
| 206  | 198  | 211  | 224  | 211  | 193  | 189  | 208  | 213  |

| 1962 | 1968 | 1975 | 1982 | 1990 | 1999 | 2006 | 2008 | 2013 |
| ---- | ---- | ---- | ---- | ---- | ---- | ---- | ---- | ---- |
| 205  | 202  | 157  | 180  | 191  | 193  | 217  | 224  | 247  |

| 2018 | 2022 | - | - | - | - | - | - | - |
| ---- | ---- | - | - | - | - | - | - | - |
| 268  | 318  | - | - | - | - | - | - | - |

#### Pyramide des âges
En 2018, le taux de personnes d'un âge inférieur à 30 ans s'élève à 37,0 %, soit au-dessus de la moyenne départementale (36,7 %). À l'inverse, le taux de personnes d'âge supérieur à 60 ans est de 17,1 % la même année, alors qu'il est de 24,9 % au niveau départemental.
En 2018, la commune comptait 140 hommes pour 128 femmes, soit un taux de 52,24 % d'hommes, largement supérieur au taux départemental (48,50 %).
Les pyramides des âges de la commune et du département s'établissent comme suit.
| Hommes | Classe d’âge | Femmes |
| ------ | ------------ | ------ |
| 0,7    | 90 ou +      | 0,0    |
| 6,4    | 75-89 ans    | 5,5    |
| 7,1    | 60-74 ans    | 14,8   |
| 26,4   | 45-59 ans    | 19,5   |
| 23,6   | 30-44 ans    | 21,9   |
| 10,7   | 15-29 ans    | 14,8   |
| 25,0   | 0-14 ans     | 23,4   |

| Hommes | Classe d’âge | Femmes |
| ------ | ------------ | ------ |
| 0,5    | 90 ou +      | 1,6    |
| 5,6    | 75-89 ans    | 8,9    |
| 16,7   | 60-74 ans    | 18,1   |
| 20,2   | 45-59 ans    | 19,2   |
| 18,9   | 30-44 ans    | 18,1   |
| 18,2   | 15-29 ans    | 16,2   |
| 19,9   | 0-14 ans     | 17,9   |

## Lieux et monuments
- L'église Saint-Quentin.
- Le monument aux morts, surmonté d'une croix de guerre[35].

### Héraldique
|  | Les armes de la ville se blasonnent ainsi : Écartelé: aux 1) et 4) d'azur à notre Dame à l'Enfant de carnation, vêtus d'argent, nimbés d'or, accompagnés de trois fleurs de lys du même, deux en flancs et une en pointe, au 2) d'azur semé de fleurs de lys d'or au cerf passant d'argent brochant, au 3) fascé de vair et de gueules. |

## Pour approfondir

#### Bases de données, dictionnaires et encyclopédies
- Ressources relatives à la géographie :   - Insee (communes)
  - Ldh/EHESS/Cassini
- Ressource relative à plusieurs domaines :   - Annuaire du service public français
- Notices d'autorité :   - BnF (données)